# Bill Dellinger
William Solon „Bill“ Dellinger (* 23. März 1934 in Grants Pass, Oregon; † 27. Juni 2025) war ein US-amerikanischer Leichtathlet, der in den späten 1950er und frühen 1960er Jahren als Langstreckenläufer erfolgreich war. Er hatte sich auf die 5000 Meter spezialisiert und nahm an drei Olympischen Spielen teil.

## Leben
Nach der Highschool in Springfield (Oregon) schloss er sich 1953 der Trainingsgruppe von Bill Bowerman an der University of Oregon an. Bowerman ließ überwiegend Tempoläufe in Renntempo durchführen, sodass seine Läufer schnell in guter Form waren. Von 1954 bis 1956 gehörte er zu den besten Läufern der Universität und qualifizierte sich in den U.S. Olympic Trials (Leichtathletik) für die Olympischen Spiele in Melbourne. Direkt nach dem Bachelor-Examen 1956 in Pädagogik wurde er eingezogen. Die United States Air Force ermöglichte es ihm jedoch, sich weiter auf die Olympischen Spiele vorzubereiten. Nach vier Jahren bei der Luftwaffe wurde Dillinger für sechs Jahre Sportlehrer/Trainer an der Highschool in Springfield (Oregon). Dann kam er an die University of Oregon zurück, um als Assistent Bill Bowerman zu entlasten. Von 1969 im Crosslauf und von 1973 in der Leichtathletik wurde er zu dem erfolgreichsten Langstreckentrainer der USA. Zu seinen Schützlingen gehörten u. a. Steve Prefontaine, Mary Decker, Alberto Salazar, Matt Centrowitz, Don Clary u. v. a. m. Wegen einer Erkrankung beendete er vorzeitig seine Trainerlaufbahn.
In den 80er Jahren entwickelte er zusammen mit Adidas das sogenannte „Dellinger-Web“, eine schockabsorbierende Dämpfungstechnologie die auf diversen Sportschuhen jener Zeit Verwendung fand.
Am 27. Juni 2025 starb Bill Dellinger im Alter von 91 Jahren.

## Nationale Erfolge
Der 1,75 m große und 62 kg schwere Athlet startete für die University of Oregon und nach dem Studium für den Oregon Track Club in Eugene.
Bill Dellinger gewann zwei Landesmeisterschaften:
| Jahr       | 1957    | 1958    | 1959    | 1960    |
| Platz      | Dritter | Dritter | Meister | Meister |
| Zeit (min) | 14:04,5 | 13:40,9 | 14:47,6 | 14:26,4 |

Hinzu kommen drei Hochschulmeisterschaften:
| Jahr       | 1954     | 1956    | 1959     |
| Strecke    | 2 Meilen | 5000 m  | 3 Meilen |
| Zeit (min) | 4:13,8   | 14:58,5 | 13:37,0  |

## Internationale Erfolge
Bill Dellinger nahm an drei Olympischen Spielen über 5000 Meter teil: 1956 in Melbourne, 1960 in Rom und 1964 in Tokio. In Melbourne konnte er sich als Dritter seines Vorlaufs in 14:26,92 min mühelos qualifizieren, gab dann aber im Finale auf. Vier Jahre später in Rom reichten 14:08,72 min, die er im Vorlauf erzielte, nicht für die Finalteilnahme. Erst in Tokio schlug dann seine Stunde. Zunächst kam er als Zweiter seines Vorlaufs auf gute 13:52,2 min. Im Finale musste er dann zwar seinen Landsmann Bob Schul (Gold in 13:48,8 min) und den Deutschen Harald Norpoth (Silber in 13:49,6 min) ziehen lassen, konnte aber den Franzosen Michel Jazy knapp auf Platz vier verweisen und lief überdies mit 13:49,8 min persönliche Bestzeit.
Eine weitere internationale Medaille gewann Bill Dellinger 1959 bei den Pan American Games in Chicago, wo er in 14:28,4 min siegreich war.

## Persönliche Bestzeiten
- 1500 m: 3:41,5 min, 1958 (Landesrekord)
- 1 Meile: 4:02,7 min, 1961
- 2 Meilen: 8:43,8 min, 1961
  - Halle: 8:49,9 min, 1959, (Hallenweltrekord)
- 3 Meilen (Halle): 13:37,0 min, 1959 (Hallenweltrekord)
- 5000 m: 13:49,8 min, 1964